# Campylocheta fuscinervis
Campylocheta fuscinervis är en tvåvingeart som först beskrevs av Stein 1924.  Campylocheta fuscinervis ingår i släktet Campylocheta och familjen parasitflugor. Arten har ej påträffats i Sverige. Inga underarter finns listade i Catalogue of Life.